# Páka
Páka is een plaats (község) en gemeente in het Hongaarse comitaat Zala. Páka telt 1282 inwoners (2001).